# Minna Niebour
Minna Niebour (* 14. Oktober 1863 in Varel; † 21. Mai 1930 in Schwabing) war eine deutsche Lehrerin.

## Leben
Minna Niebour war die Tochter von August Niebour und seiner Ehefrau Anne Hermine Adele geb. Wahn (1830–1870). Sie wirkte als Lehrerin in Frankfurt am Main und veröffentlichte unter dem Pseudonym Adolf Wahn verschiedene Theaterstücke. Daneben verfasste sie noch einige Schulbücher und wirkte als Übersetzerin.